# The Amazing Race Australia 1
The Amazing Race Australia es un reality show transmitido por Seven Network, muestra 11 equipos (de 2 integrantes cada uno, con una relación personal preexistente) en una carrera por el mundo para ganar 250.000 dólares. Este reality es la versión australiana del popular reality estadounidense The Amazing Race. El anfitrión del programa es Grant Bowler.

## Producción

### Desarrollo y Filmación
The Amazing Race Australia inició su filmación el  5 de noviembre de 2010 en el estadio Melbourne Cricket Ground. La carrera fue un viaje por 4 continentes, 12 países y 23 ciudades, algunos de los países visitados son Indonesia, Vietnam, Hong Kong, Macao, Sudáfrica, Holanda, República Checa, Polonia, Israel, Sri Lanka, Singapur además de Australia donde se inició la carrera.

### Reparto
La fecha límite de inscripción fue el 2010, inicialmente cada postulante debía tener mínimo 18 con ciudadanía y residencia permanente. Sin embargo debido a problemas de seguros extranjeros, la edad mínima para los solicitantes se elevó de 18 a 21 años de edad.

## Resultados
Los siguientes equipos participaron en la carrera, con sus relaciones al momento de la filmación. Las posiciones están en la lista por orden de llegada:
| Equipo             | Relación                   | Posición (por etapas) | Posición (por etapas) | Posición (por etapas) | Posición (por etapas) | Posición (por etapas) | Posición (por etapas) | Posición (por etapas) | Posición (por etapas) | Posición (por etapas) | Posición (por etapas) | Posición (por etapas) | Posición (por etapas) | Obstáculos realizados |
| Equipo             | Relación                   | 1                     | 2                     | 3                     | 4                     | 5                     | 6                     | 7a                    | 7b                    | 8                     | 9                     | 10                    | 11                    | Obstáculos realizados |
| ------------------ | -------------------------- | --------------------- | --------------------- | --------------------- | --------------------- | --------------------- | --------------------- | --------------------- | --------------------- | --------------------- | --------------------- | --------------------- | --------------------- | --------------------- |
| Tyler & Nathan     | Surfistas                  | 6.º                   | 1.º                   | 3.º                   | 2.º⊃                  | 1.º^                  | 1.º                   | 2.º                   | 2.º+                  | 3.º                   | 3.º                   | 2.º                   | 1.º                   | Tyler 6, Nathan 6     |
| Sam & Renae        | Modelos                    | 1.º                   | 5.º                   | 8.º                   | 5.º                   | 6.º-                  | 6.º                   | 4.º                   | 3.º-                  | 4.º                   | 4.º                   | 1.º                   | 2.º                   | Sam 6, Renae 6        |
| Jeff & Lucas       | Padre / Hijo               | 4.º                   | 4.º                   | 6.º                   | 4.º                   | 3.º^                  | 3.º                   | 3.º                   | 1.º+                  | 2.º                   | 2.º                   | 3.º                   | 3.º                   | Jeff 6, Lucas 6       |
| Matt & Tom         | Agricultores               | 5.º                   | 2.º                   | 5.º                   | 1.º                   | 2.º+                  | 4.º                   | 6.º                   | 5.º~                  | 1.º                   | 1.º                   | 4.º                   |                       | Matt 5, Tom 6         |
| Kelly & Dave       | Matrimonio / Motociclistas | 2.º                   | 6.º                   | 4.º                   | 6.º                   | 4.º~                  | 5.º                   | 5.º                   | 4.º~                  | 5.º                   |                       |                       |                       | Kelly 3, Dave 6       |
| Anastasia & Chris  | Citas                      | 7.º                   | 3.º                   | 7.º                   | 3.º                   | 7.º+                  | 2.º                   | 1.º                   | 6.º-                  |                       |                       |                       |                       | Anastasia 3, Chris 5  |
| Alana & Mel        | Hermanas                   | 9.º                   | 10.º                  | 2.º                   | 7.º                   | 5.º~                  | 7.º                   |                       |                       |                       |                       |                       |                       | Alana 2, Mel 4        |
| Mo & Mos           | Amigos                     | 11.º                  | 7.º                   | 9.º                   | 8.º                   | 8.º-                  |                       |                       |                       |                       |                       |                       |                       | Mo 2, Mos 3           |
| Richard & Joey     | Casados / Empresarios      | 10.º                  | 9.º                   | 1.ºƒ                  | 9.º⊂                  |                       |                       |                       |                       |                       |                       |                       |                       | Richard 2, Joey 1     |
| Anne-Marie & Tracy | Compañeras de trabajo      | 8.º                   | 8.º                   | 10.º                  |                       |                       |                       |                       |                       |                       |                       |                       |                       | Anne-Marie 1, Tracy 1 |
| Ryot & Liberty     | Hermano / Hermana          | 3.º                   | 11.º                  |                       |                       |                       |                       |                       |                       |                       |                       |                       |                       | Ryot 2, Liberty 0     |

- El lugar en rojo indica que el equipo ha sido eliminado.
- El lugar en verde indica el equipo que ganó el avance rápido.
- El número de la etapa en cursiva azul indica que los equipos fueron obligados a seguir compitiendo sin descanso. EL primer lugar recibe su respectivo premio y el último equipo no es eliminado
- Un subrayado azul indica que el equipo terminó último en una etapa no eliminatoria y fue "marcado para su eliminación", por lo que debía llegar primero en la próxima etapa o de lo contrario enfrentarían una penalidad de 30 minutos.
- El lugar en morado subrayado indica que el equipo usó el Exprés en esa etapa.
- Un corchete café ⊃ o turquesa ⊃ indica el equipo que decidió utilizar el "retorno"; el corchete contrario ⊂ o  ⊂ indica el equipo que lo recibió.
- Los símbolos ~, ^, + y - iguales indicar los equipos que trabajaron juntos durante una parte de la pierna como resultado de una intersección.

## Premios
Al final de cada etapa se le da un premio al equipo que ocupe el primer lugar:
- Etapa 1  - Sam & Renae: US $ 10,000 del Banco Nacional de Australia y un Pase Exprés.
- Etapa 2  - Tyler & Nathan: Dos entradas para la Gran Final de AFL del 2011 en el Melbourne Cricket Ground y una gira VIP del Museo Nacional de Deportes.
- Etapa 3   - Richard & Joey: US $ 10,000 del Banco Nacional de Australia.
- Etapa 4  - Matt & Tom: US $ 5,000 de compras en Katmandú.
- Etapa 5  - Tyler & Nathan: Un sistema de entretenimiento en casa de US $ 5,000 de Bing Lee.
- Etapa 6  - Tyler & Nathan: US $ 5,000 de compras en Katmandú.
- Etapa 7  - Jeff & Lucas: US $ 10,000 del Banco Nacional de Australia.
- Etapa 8  - Matt & Tom: Un paquete de ordenadores personales de US $ 5.000 de Bing Lee.
- Etapa 9  - Matt & Tom: US $ 10,000 del Banco Nacional de Australia.
- Etapa 10  - Sam & Renae: Un paquete de ordenadores personales de US $ 5.000 de Bing Lee.

## Resumen de la carrera

### Etapa 1 (Australia → Indonesia)

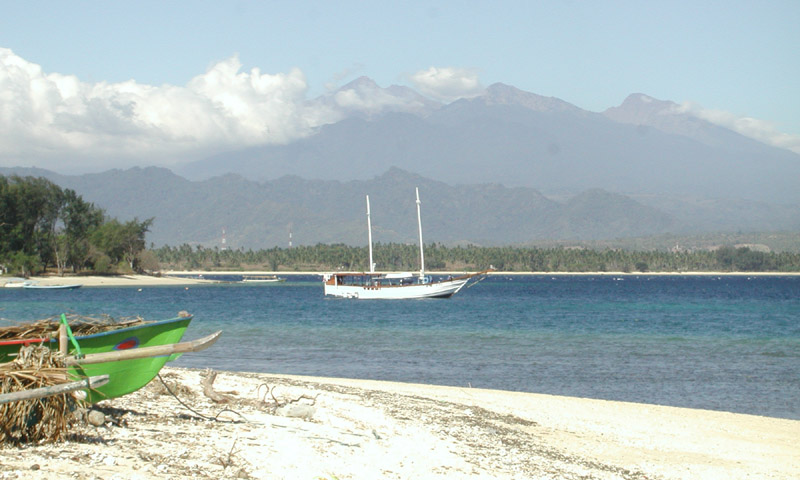
La isla de Lombok fue el primer lugar visitado en la carrera.

- Melbourne, Australia  (Melbourne Cricket Ground) (Punto de partida)
- Melbourne (Aeropuerto Internacional de Melbourne) a Bali, Indonesia  (Aeropuerto Internacional Ngurah Rai)
- Bali (Bluewater Express) a Lombok (Puerto de Lombok)
- Lombok (Pura Meru)
- Lombok (Pura Lingsar)
- Lombok (Playa Malimbu)
- Lombok (Gili Trawangan)

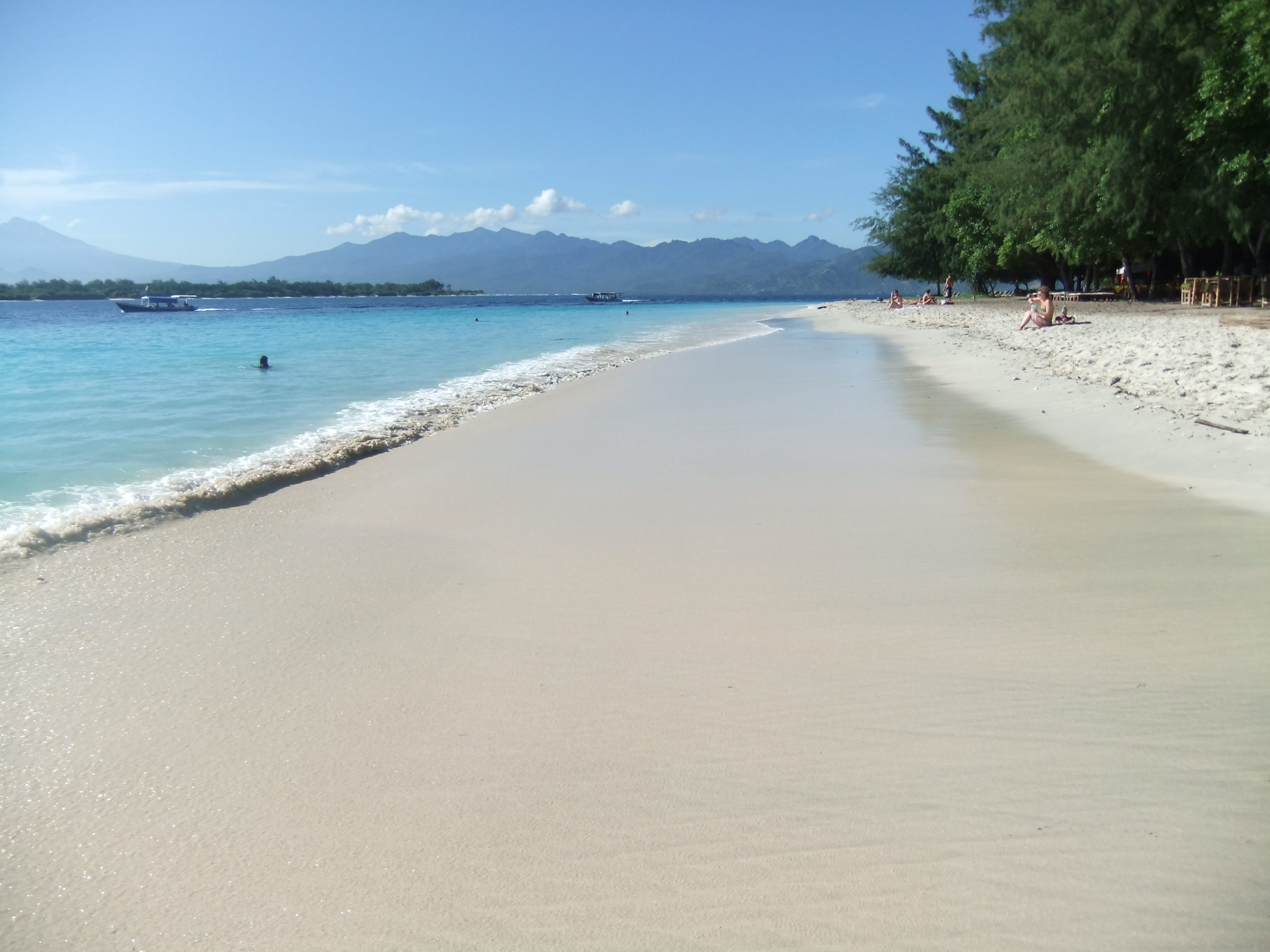
La isla Gili Trawangan fue la primera parada de The Amazing Race Australia.

- Obstáculo: Escalar una de las seis torres de luz del estadio y luego hacer rappel en este.
- Desvío En efectivo o Mayorista.

"En efectivo": hacer plato tradicional de Indonesia, el Bakso, y vender 15 platos de este por no menos de 5000 rupias.
"Mayorista": encontrar un puesto en el mercado y llevar los productos tradicionales en la cabeza a otro puesto del mercado.
Tareas Adicionales
- En el Bluewater Express: anotarse en uno de los tres horarios de salida para Lombok, el primer barco salía a las 6:00 a. m. dejando a los tres primeros equipos, el segundo a las 6:30 a. m. dejando a los siguientes cuatro equipos y el último a las 7:00 a. m. dejando los últimos cuatro equipos.
- A la llegada a Lombok: buscar en el pueblo de pescadores donde se encontraba la siguiente pista.
- En el Pura Lingsar: participar en un ritual de guerra de arroz antes de recibir la siguiente pista.
- En el Gili Trawangan: sumergirse en el arrecife Halik para recuperar un maletín, al llegar a la orilla abrir el maletín, el cual tenía la siguiente pista dentro, cuya clave es el dinero entregado en rupias, luego ir en carruaje hasta la primera parada.
- Ganadores de la etapa: Sam & Renae
- Último puesto: Mo & Mos (etapa no eliminatoria)

### Etapa 2 (Indonesia → Vietnam)

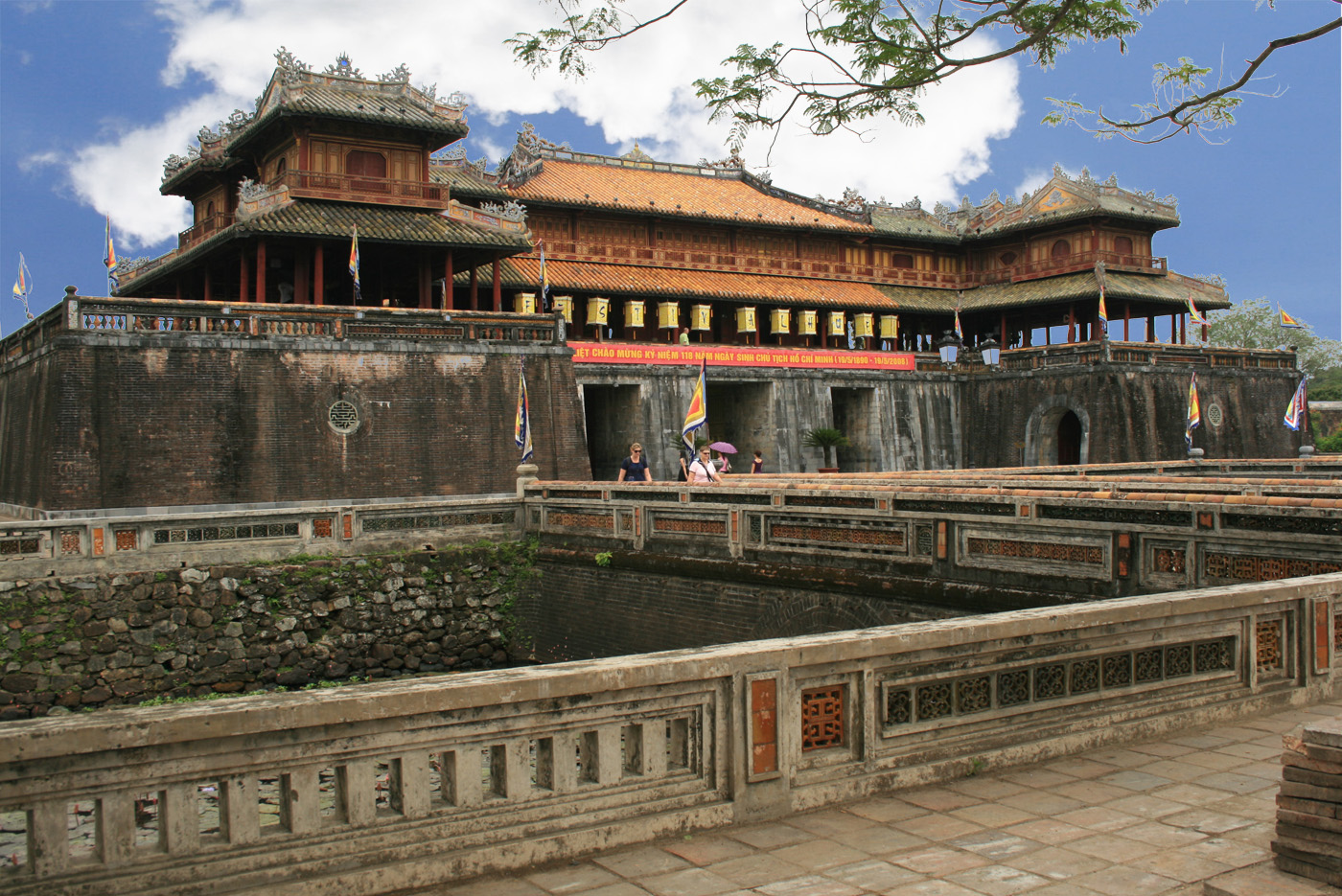
La ciudadela de Huế fue la segunda parada de The Amazing Race Australia.

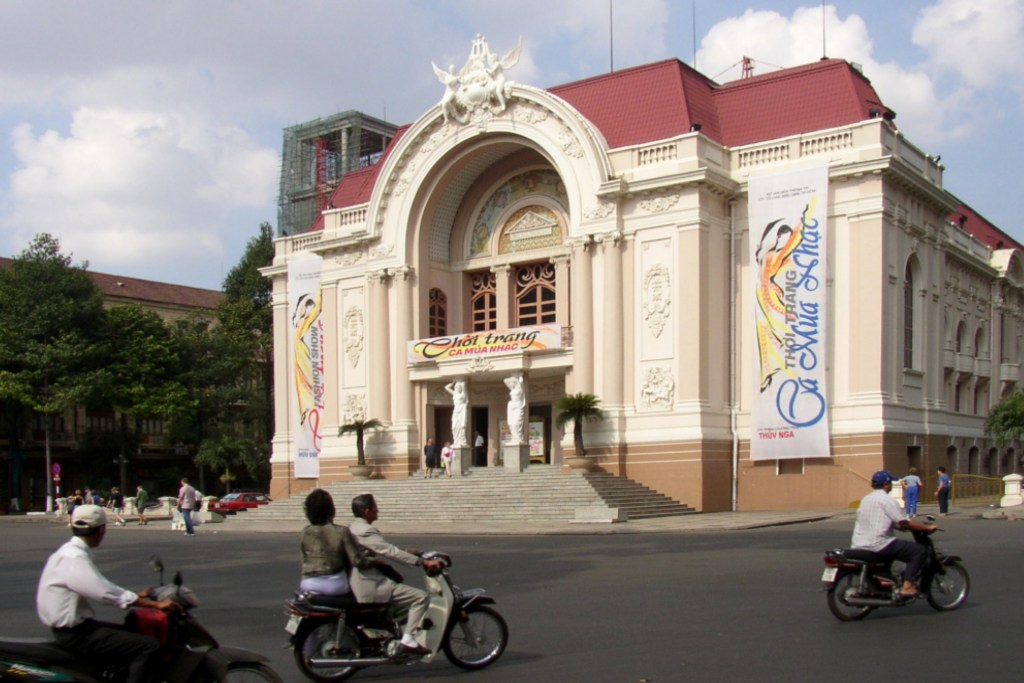
El Saigon Opera House fue visitado en esta etapa.

- Bali, Indonesia  (Aeropuerto Internacional Ngurah Rai) a Ciudad Ho Chi Minh, Vietnam  (Aeropuerto Internacional de Tan Son Nhat)
- Ciudad Ho Chi Minh (Saigon Opera House)
- Ciudad Ho Chi Minh (Aeropuerto Internacional de Tan Son Nhat) a Huế (Aeropuerto de Phú Bài)
- Huế (Centro de servicio Jeepney)
- Huế (Tumba de Khai Định)
- Huế (Ciudadela de Huế)

- Desvío Llevar las aves o Búfalo.

"Llevar las aves": reunir a una veintena pollos vivos a la manera tradicional (en el hombro) y llevarlos a un distribuidor designado en un mercado cercano.
"Búfalo": labrar un sector designado de tierra con un arado tirado por búfalos.
- Obstáculo: recuperar siete monedas que representan los siete emperadores de la dinastía Nguyen de Vietnam ante la tumba de Minh Mang, traer de vuelta a la tumba de Khai Định y poner las monedas en el orden correcto del reinado de cada emperador.

Tareas Adicionales
- En el Saigon Opera House: encontrar a una mujer que lleva un abanico con su nombre en él para recibir su siguiente pista.
- En el Centro de servicio Jeepney: elegir un jeep marcados para cambiar el neumático y el aceite del motor.
- Ganadores de la etapa: Tyler & Nathan
- Eliminados: Ryot & Liberty

### Etapa 3 (Vietnam → Hong Kong → Macao)

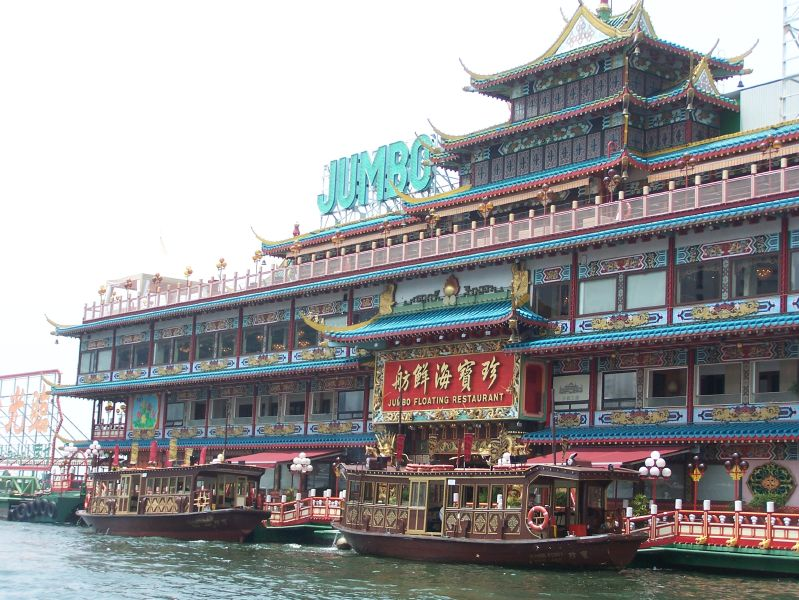
El restaurante Flotante Jumbo de Hong Kong fue donde se recibió el desvío de la etapa.

- Huế, Vietnam  (Aeropuerto de Phú Bài) a Hong Kong  (Aeropuerto Internacional de Hong Kong)
- Hong Kong (Puerto Aberdeen) a Hong Kong (Restaurante Flotante Jumbo)
- Hong Kong (Restaurante Flotante Jumbo)
- Hong Kong (Templo Hau Tim)
- Hong Kong (Hong Kong - Terminal de Ferry de Macao) a Macao  (Puerto Ferry Terminal externo de Turbo Jet)
- Macao (The Venetian)
- Macao (Pueblo Cultural Ma)

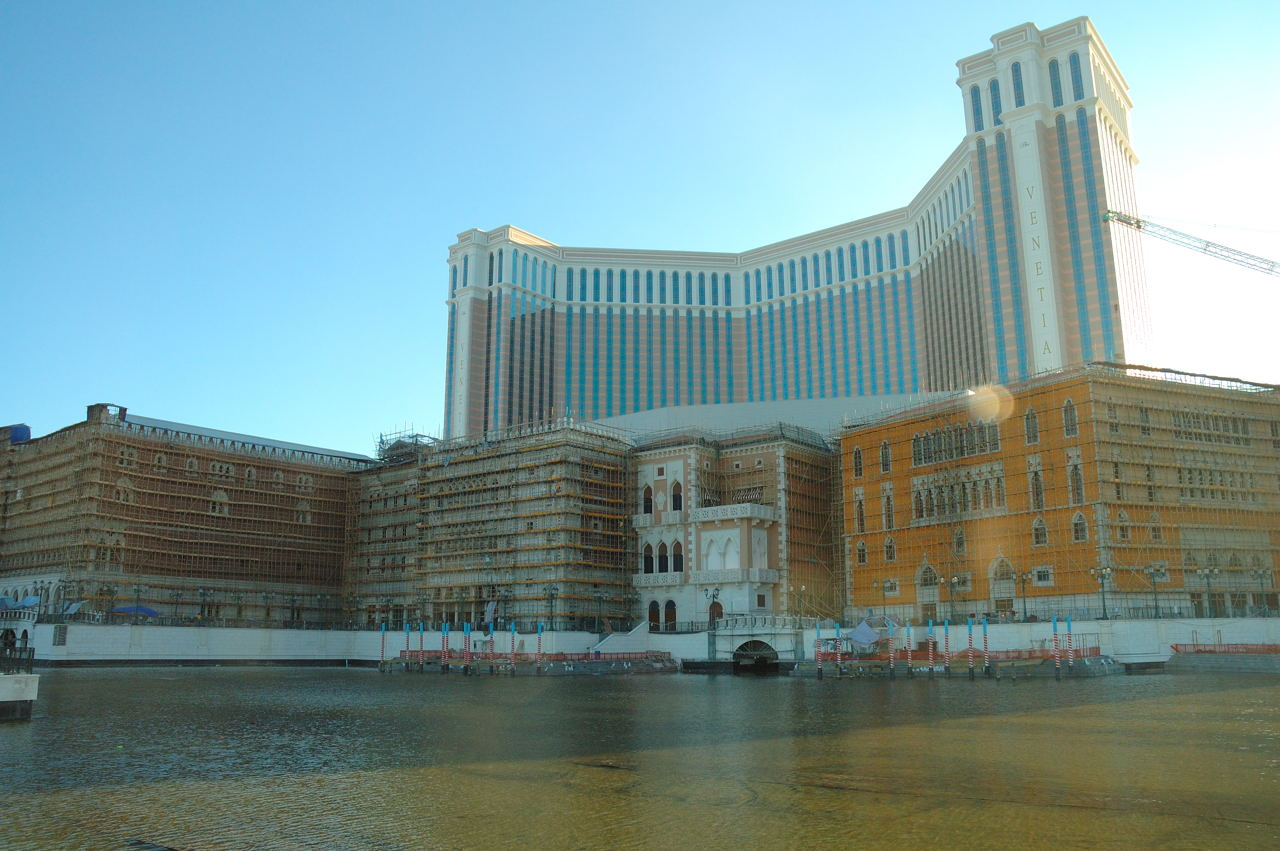
El Hotel The Venetian fue visitado en esta etapa.

- Desvío Danza del león o Postura del Kung Fu.

"Danza del león": practicar la danza león y luego dar una demostración de esta.
"Postura del Kung Fu": practicar posturas de Kung Fu y luego romper seis baldosas de barro cocido de un solo golpe.
- Avance Rápido: practicar la tradición budista de afeitarse la cabeza, una vez retirado todo el cabello el equipo ganaría en avance rápido.

- Obstáculo: organizar doce linternas con los animales del zodiaco chino impresos en cada una.

Tareas Adicionales
- En el Restaurante Flotante Jumbo: buscar en un grupo de cuatro mil galletas de la fortuna una la cual tenía un mensaje en su interior: “you fortune has delivered luck!” (“la fortuna le ha dado suerte!”). Una vez encontrado el mensaje el equipo podría recibir su siguiente pista.
- En el Hotel The Venetian: vestirse con ropa formal luego jugar baccarat, por cada partida sería entregada una letra la cual conformas el nombre del siguiente destino "Pueblo Cultural Ma".
- Ganadores de la etapa: Richard & Joey
- Eliminados: Anne-Marie & Tracy

### Etapa 4 (Macao → Sudáfrica)

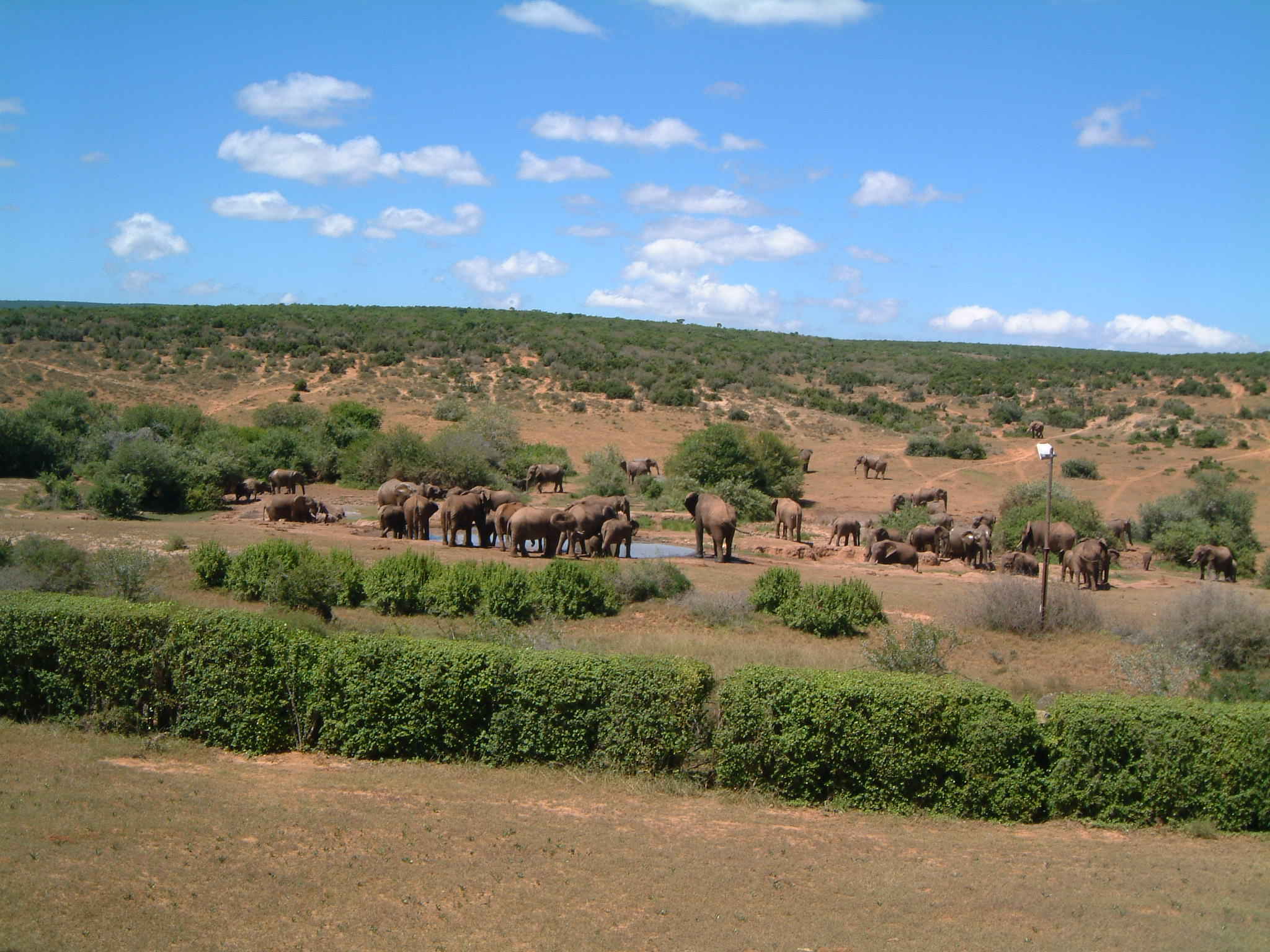
El Parque Nacional de Elefantes Addo fue la cuarta parada de The Amazing Race Australia.

- Macao (Puerto Ferry Terminal externo de Turbo Jet) a Hong Kong (Hong Kong - Terminal de Ferry de Macao)
- Hong Kong  (Aeropuerto Internacional de Hong Kong) a Puerto Elizabeth, Sudáfrica  (Aeropuerto de Port Elizabeth)
- Graaff-Reinet (Parque Nacional Camdeboo)
- Puerto Elizabeth (Puente Bloukrans)
- Nomathamsanka
- Puerto Elizabeth (Parque Nacional de Elefantes Addo)

- Desvío Destruir o Golpear.

"Destruir": utilizar un arma tradicional para romper cuatro jarrones colgados por una cuerda delante del equipo.
"Golpear": construir un alimentador de jirafa.
- Obstáculo: realizar el salto bungee más alto del mundo.

Tareas Adicionales
- En el Aeropuerto de Port Elizabeth: encontrar los vehículos marcados que tienen su siguiente pista en el interior del parabrisas.
- En Nomathamsanka: recoger una cabra y llevarlo a un sangoma, o bruja para recibir su siguiente pista.

- Ganadores de la etapa: Matt & Tom
- Eliminados: Richard & Joey

### Etapa 5 (Sudáfrica)

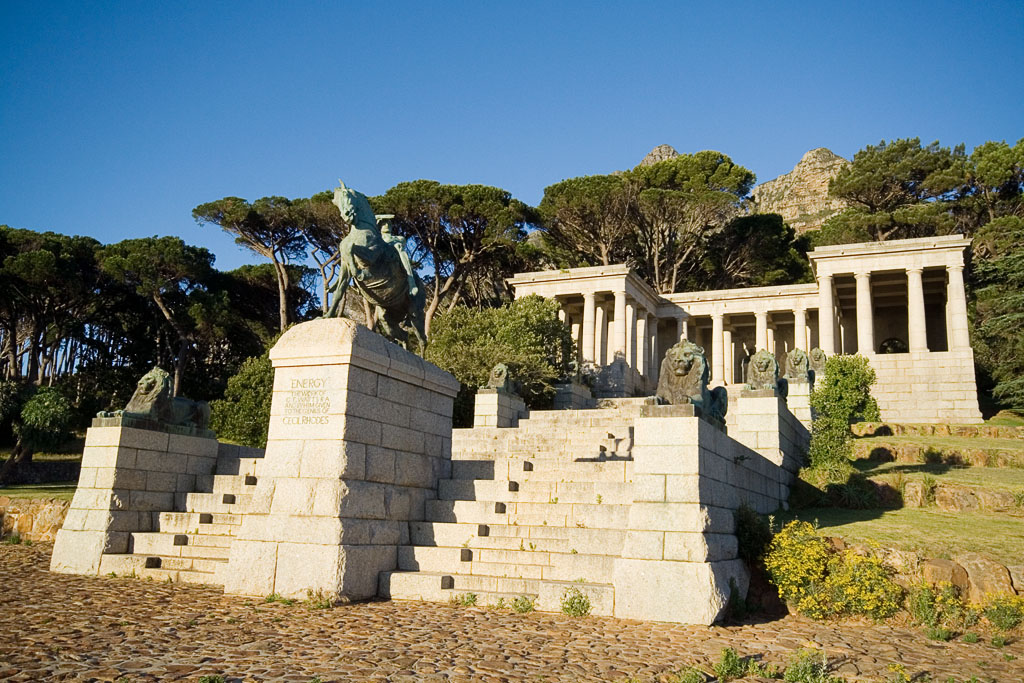
El Rhodes Memorial fue la quinta parada de The Amazing Race Australia.

- Puerto Elizabeth, Sudáfrica  (Aeropuerto de Port Elizabeth) a Ciudad del Cabo, Sudáfrica  (Aeropuerto Internacional de Ciudad del Cabo)
- Ciudad del Cabo (Playa Delfines)
- Ciudad del Cabo (Victoria & Alfred Waterfront - Plaza Nobel)
- Ciudad del Cabo (Orfanato Intyatyambo)
- Ciudad del Cabo (Dunas de Ciudad del Cabo)
- Ciudad del Cabo (Rhodes Memorial)

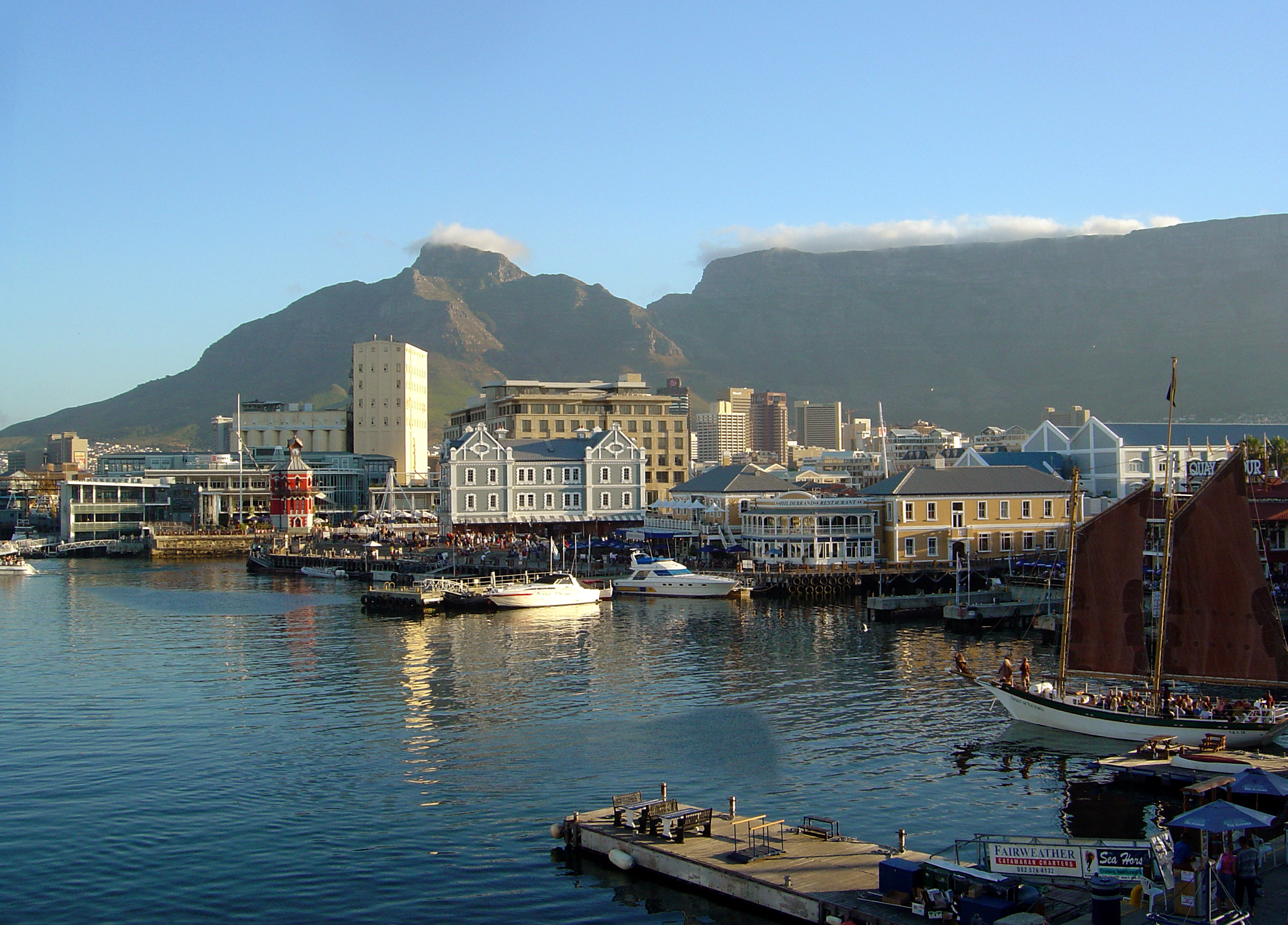
Victoria & Alfred Waterfront fue donde se recibió la única intersección de la carrera.

- Obstáculo: Dar un salto de paracaídas de una altura de 9000 pies.
- Desvío Pistolas o Rosado.

"Pistolas": dispara a nueve discos voladores.
"Rosé": viajar a una viña, llevar a un barril vacío, y llenarlo con vino.
Tareas Adicionales
- Al inicio de la intersección: llevar juguetes al Orfanato Intyatyambo donde recibirían la siguiente pista, la intersección finalizó al finalizar esta tarea.
- En las Dunas de Ciudad del Cabo: viajar en vehículos de todo terreno a lo largo de un curso marcado donde el equipo debía buscar una de las tres pista que estaba oculta en un de los 15 cestos del campo, en los otros 12 cestos había relojes de arena, si al equipo le tocaba el reloj de arena tendría que esperar el tiempo definido.
- Ganadores de la etapa: Tyler & Nathan
- Eliminados: Mo & Mos

### Etapa 6 (Sudáfrica → Holanda → Chequia)

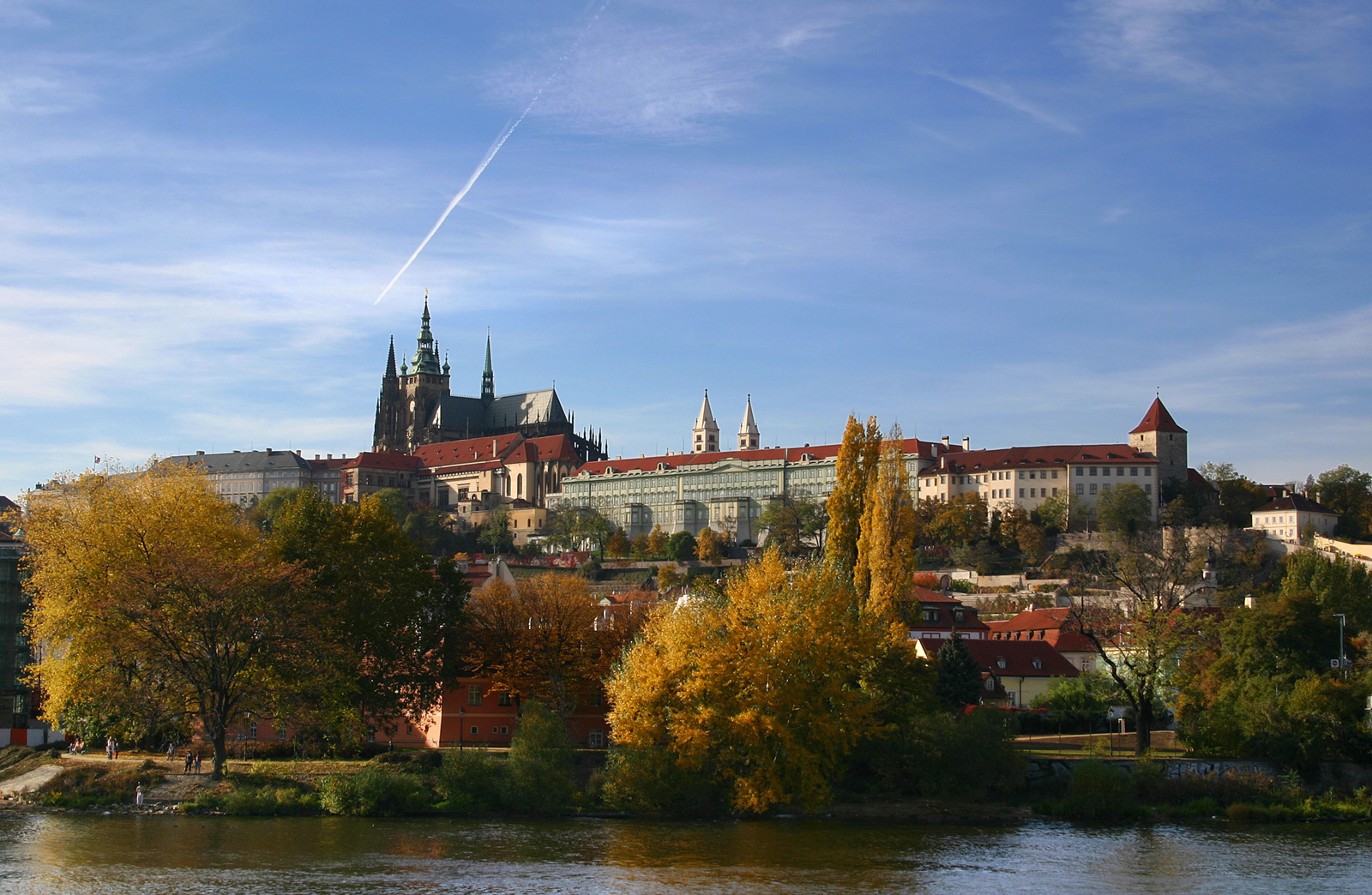
El Castillo de Praga fue la sexta parada de The Amazing Race Australia.

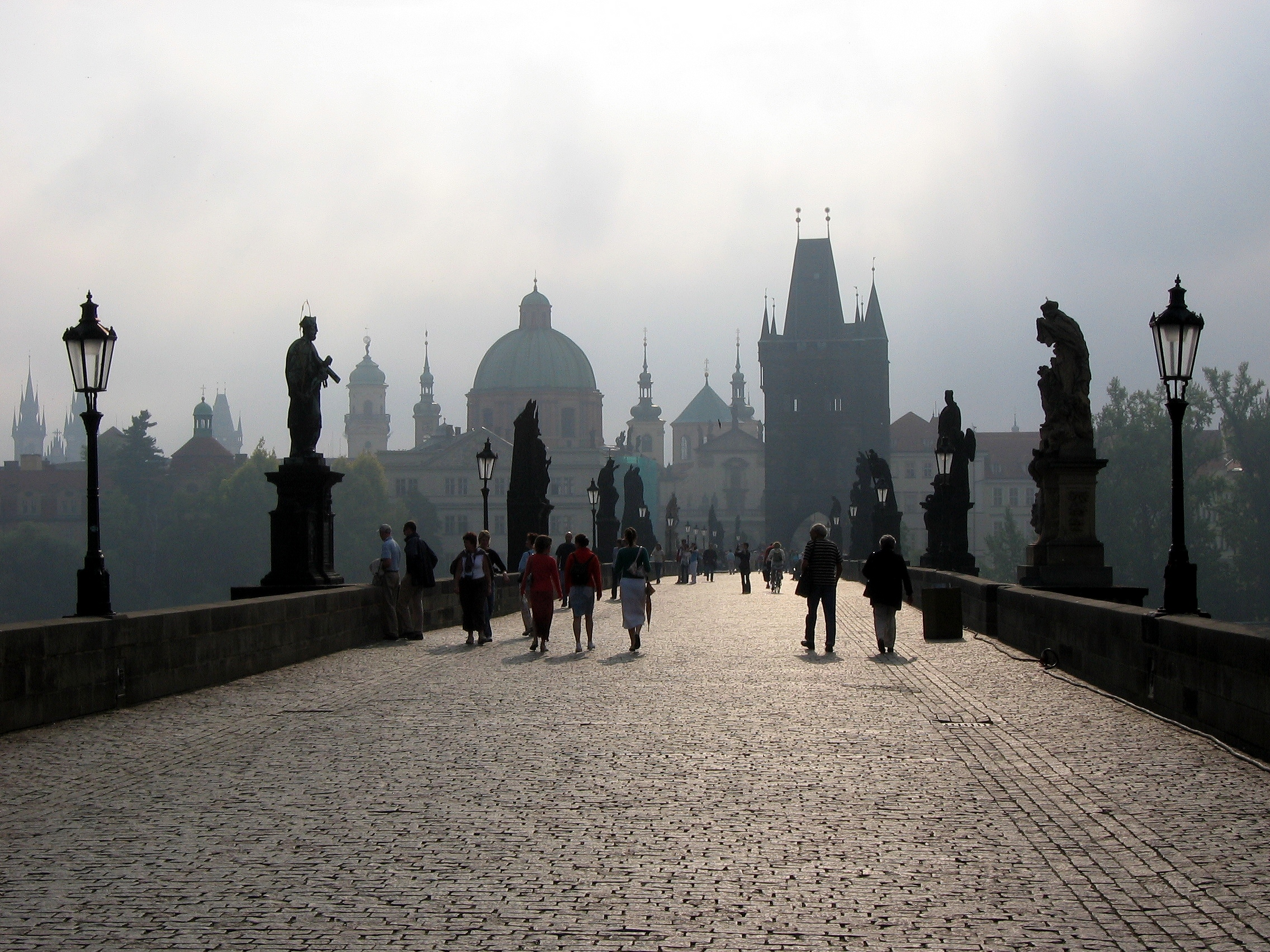
El Puente de Carlos fue donde se realizó el desvío de la etapa.

- Ciudad del Cabo, Sudáfrica  (Aeropuerto Internacional de Ciudad del Cabo) a Ámsterdam, Holanda  (Aeropuerto de Ámsterdam-Schiphol)
- Ámsterdam (Oud Hollands Gebakkraam)
- Ámsterdam, Holanda  (Estación central de trenes de Ámsterdam) a Praga, República Checa  (Praha hlavní nádraží)
- Praga (Torre de la Pólvora)
- Praga (Puente de Carlos)
- Praga (Plaza Vieja)
- Praga (Castillo de Praga)

- Desvío Caballería o Entrega.

"Caballería": vestirse de caballero e ir a pie a la Plaza de la ciudad vieja de Praga para buscar a un caballero al cual se le debería dar la clave “Tiene usted la llave para el corazón de una doncella” una vez dicho el caballero le entregaría una llave al equipo, después debían ir al hotel Prince donde había una doncella en un balcón la cual entregaría la siguiente pista a cambio de la llave.
"Entrega": ir al convento de santa Inés donde se encontraba una joven princesa, luego llevarla en una silla de manos real hasta el palacio de Kinsky en la plaza vieja donde recibirían la siguiente pista.
- Obstáculo: ir a una aldea medieval, donde un miembro del equipo debía practicar tiro al blanco con arco y flecha, al hacer un mínimo de dos tiros en el centro el equipo recibiría la siguiente pista.

Tareas Adicionales
- En el Oud Hollands Gebakkraam: comer dos tradicionales donas de manzana.
- Ganadores de la etapa: Tyler & Nathan
- Eliminados: Alana & Mel

### Etapa 7 (primera parte) (Chequia)

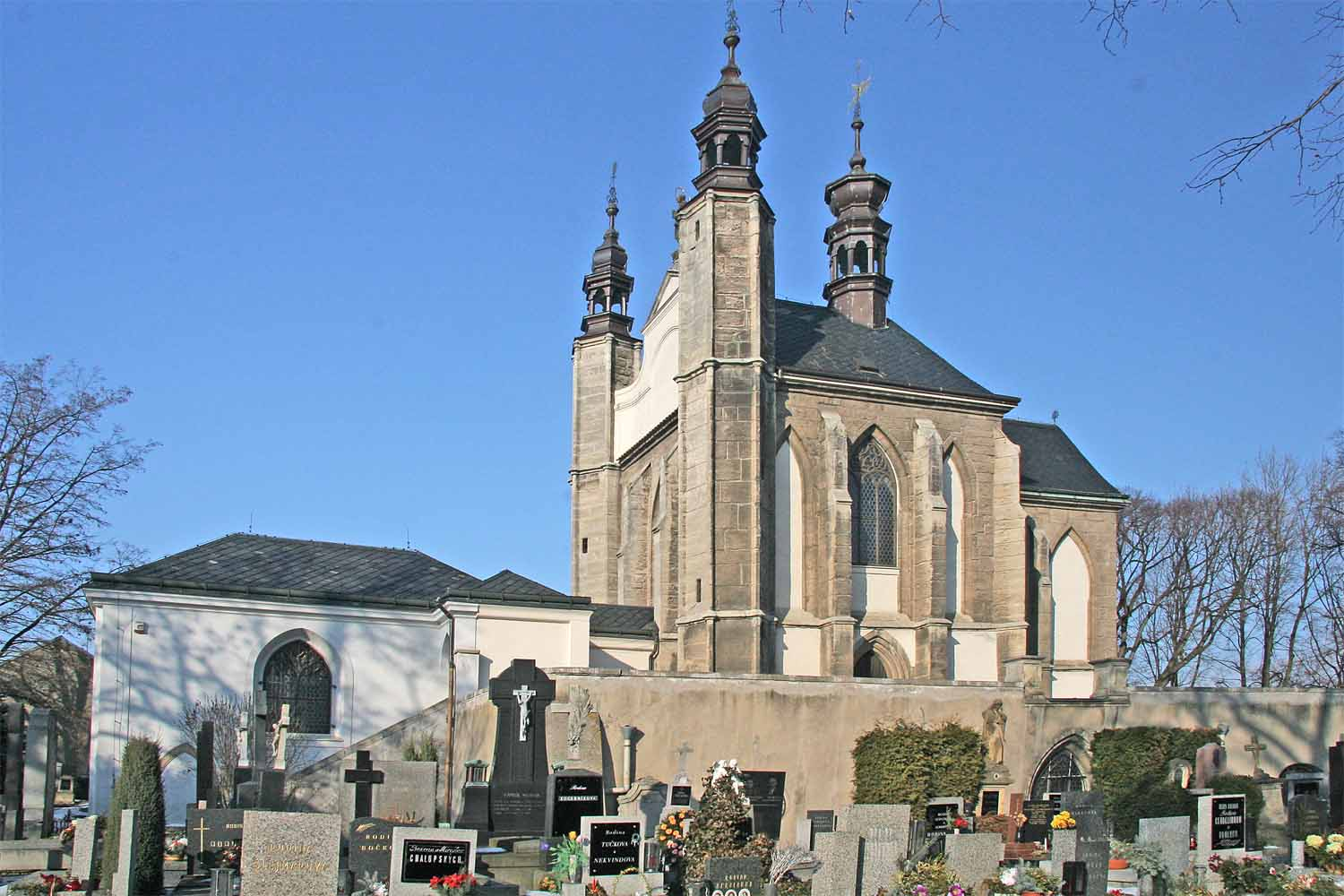
La Iglesia de los Huesos fue punto medio de la séptima etapa.

- Praga, República Checa  (Casa Danzante)
- Praga (Estadio Zimní)
- Praga (Iglesia de San Nicolás)

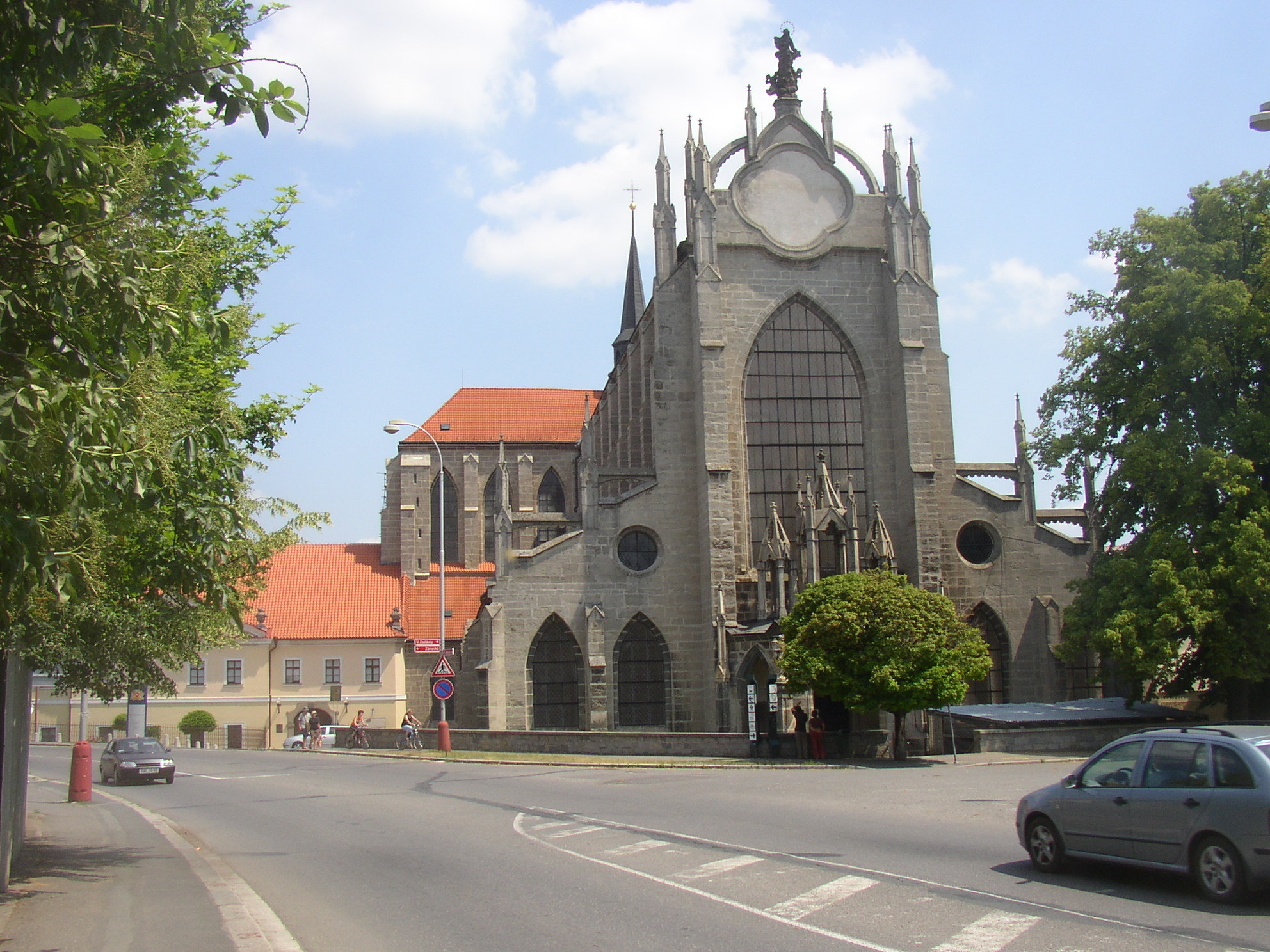
La Iglesia de la Asunción de Nuestra Señora y San Juan Bautista fue donde se llevó a cabo el obstáculo de la séptima etapa.

- Pilsen (Pilsner Urquell)
- Kutná Hora (Catedral de la Ascensión de Nuestra Señora en Sedlec)
- Kutná Hora (Iglesia de los Huesos)

- Desvío Adelantarse o Embudo.

"Apilar": ir a la fábrica de Pilsner Urquell para apilar cajas de cerveza.
"Embudo": ir al restaurante "Formanka" y comer ocho platos de embudo, cada una hecho de una distinta parte del cerdo.
- Obstáculo: hacer rappel desde la cúpula de la iglesia.

Tareas Adicionales
- En la Casa Danzante: encontrar los vehículos señalizados los cuales contenían la siguiente pista.
- En el Estadio Zimní: jugar hockey sobre hielo y meter un gol a un arquero profesional.
- En la Iglesia de San Nicolás: ir a la torre de la iglesia donde el equipo recibiría una cámara para fotografiar a un hombre en algún lado de la ciudad que estaba moviendo la bandera de The Amazing Race Australia, aunque la clave no lo decía había otro hombre moviendo una bandera la cual era solo una distracción, una vez que se tomara la fotografía correcta el equipo recibiría la siguiente pista.
- Después el equipo debía bajar la torre y subirla otra vez para contar los escalones, una vez dicho el número correcto (304) se entregaría la siguiente pista.
- Ganadores de la etapa: Anastasia & Chris
- Último puesto: Matt & Tom

### Etapa 7 (segunda parte) (Chequia → Polonia)

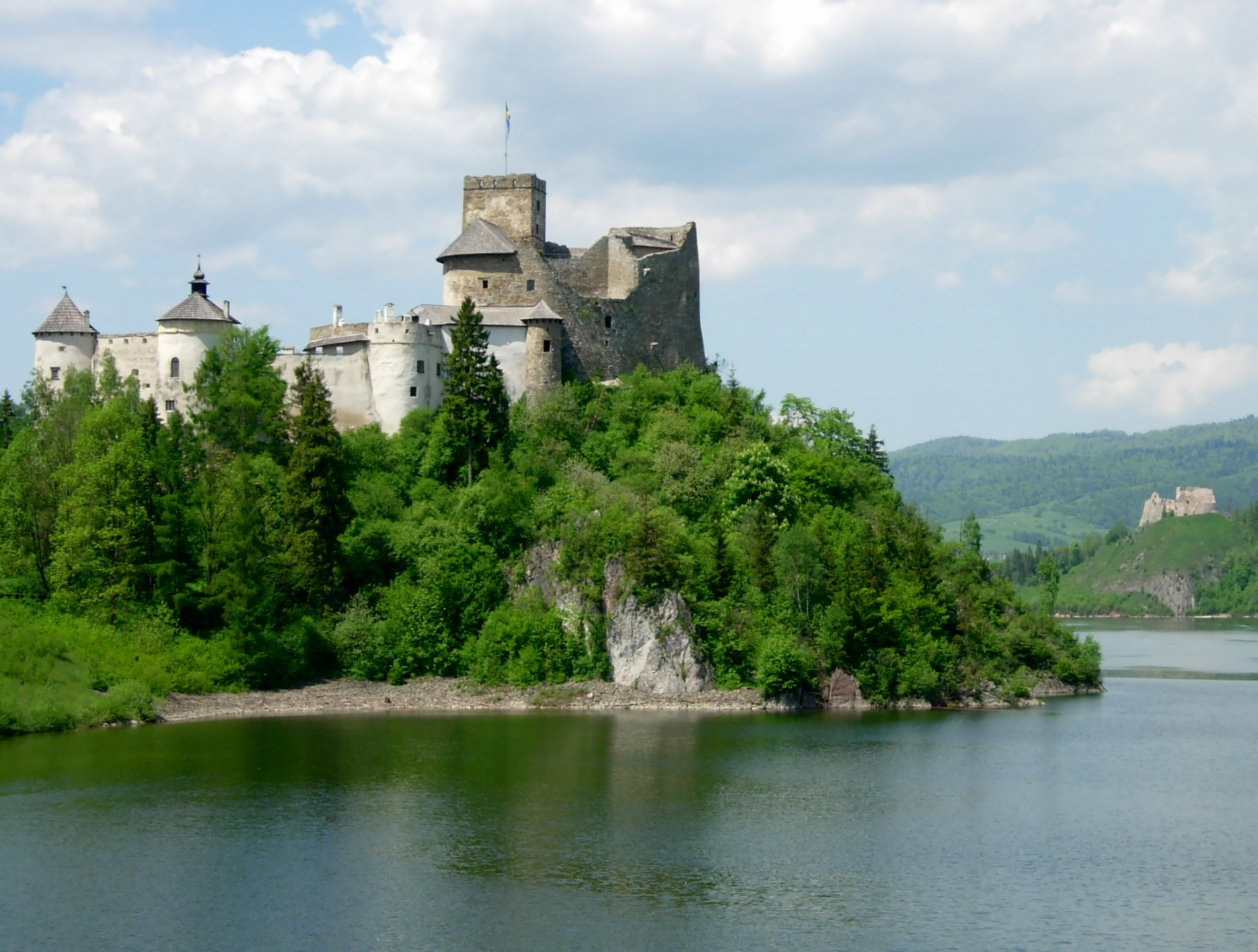
El Castillo de Niedzica fue la séptima parada de The Amazing Race Australia.

- Kutná Hora, República Checa  (Estación de trenes de Kutná Hora) a Cracovia, Polonia  (Estación de trenes de Cracovia)
- Cracovia (Minas de sal de Wieliczka)
- Czorsztyn (Cabo Stylchen)
- Niedzica (Niedzica Castillo)

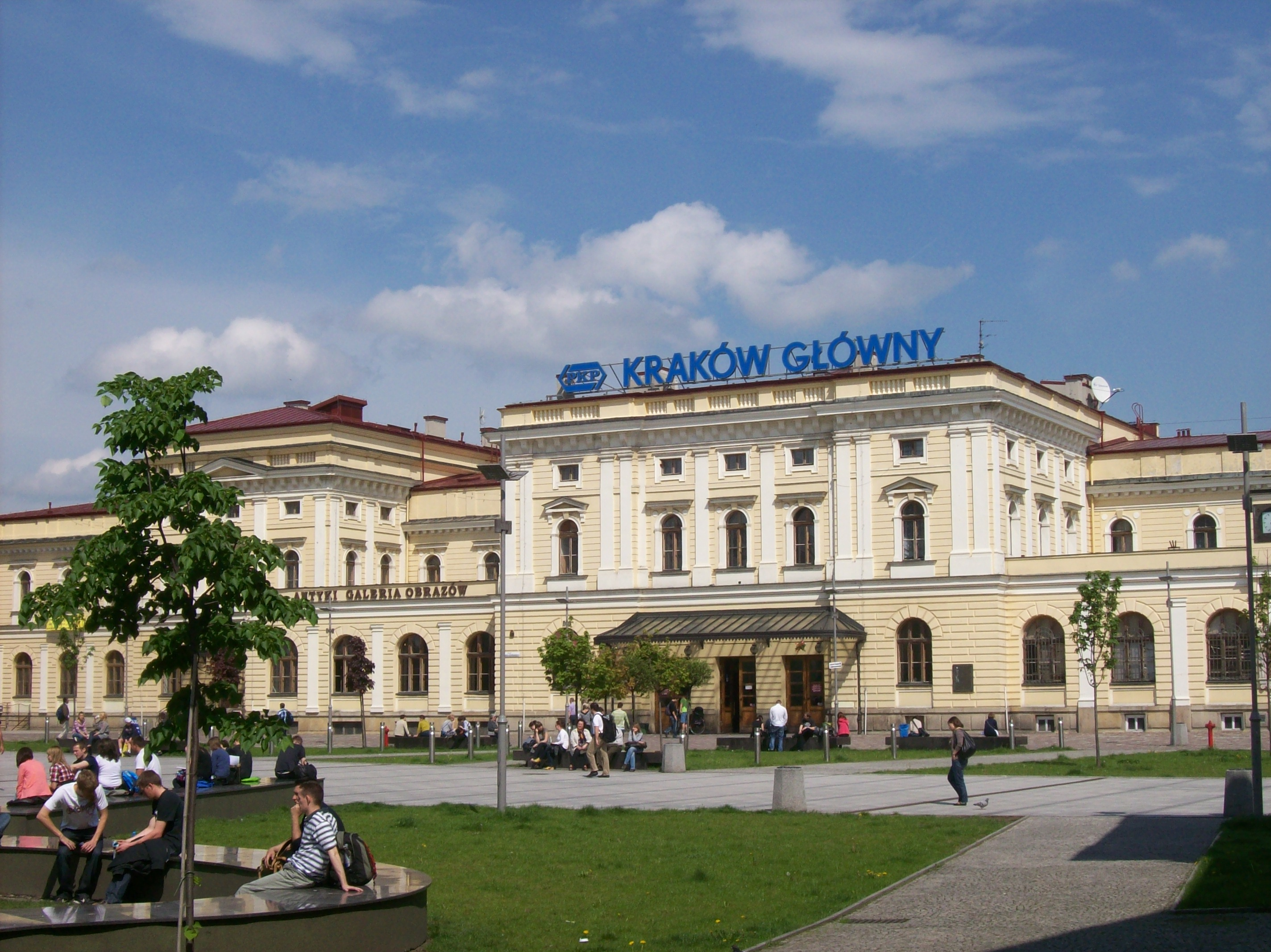
La Estación de trenes de Cracovia fue el punto donde los equipos llegaron a Polonia.

- Obstáculo: llevar un carrito a través de la mina, hasta llegar al final de la línea; luego excavar a través de la mina para encontrar las llaves cristalinas, una de ellas abriría la cripta que contiene la siguiente pista
- Desvío Entre manada o Pasos de baile.

"Entre manada": ir a un área rural de la ciudad para construir un corral y colocar por lo menos tres ovejas marcadas en el corral.
"Pasos de baile ": ir a un pueblo cercano, ponerse ropa tradicional y aprender el baile del hacha polaco. Una vez que el juez se mostró satisfecho con su baile, recibieron la siguiente pista.
Tareas Adicionales
- En la Estación de trenes de Cracovia: encontrar un vehículos marcados, los cuales contenían la siguiente pista.
- En el Cabo Stylchen: los equipos interceptados debían cortar cuatro rebanadas de un tronco.
- Ganadores de la etapa: Jeff & Lucas
- Eliminados: Anastasia & Chris

### Etapa 8 (Polonia → Israel)

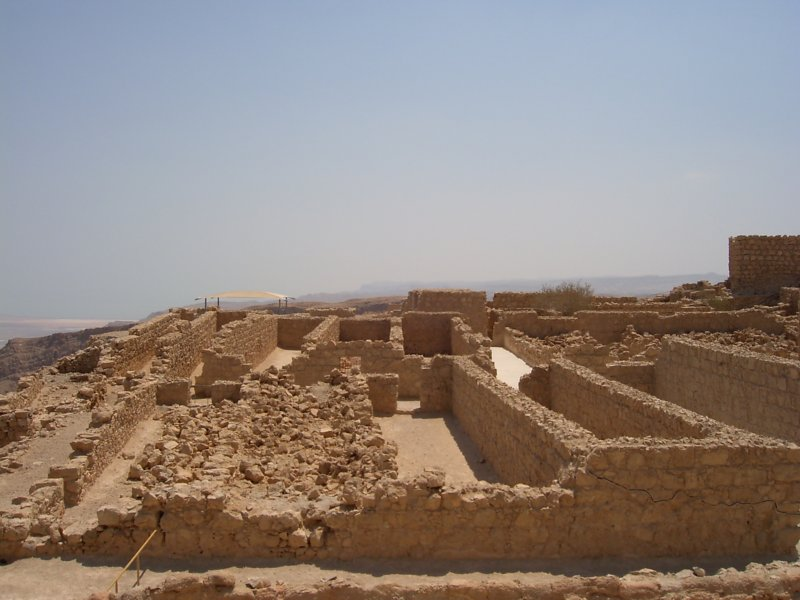
Las ruinas de Masada fueron la octava parada de The Amazing Race Australia.

- Cracovia, Polonia  (Aeropuerto de Cracovia-Juan Pablo II) a Tel Aviv, Israel  (Aeropuerto Internacional Ben Gurión)
- Tel Aviv (Centro comercial Azrieli)
- Tel Aviv (Estación de Tel Aviv) a Haifa (Estación de Haifa)
- Haifa (Puerto de Haifa)
- Jaffa (Teatro Hasimta)
- Tel Aviv (Playa Dorada)
- Masada

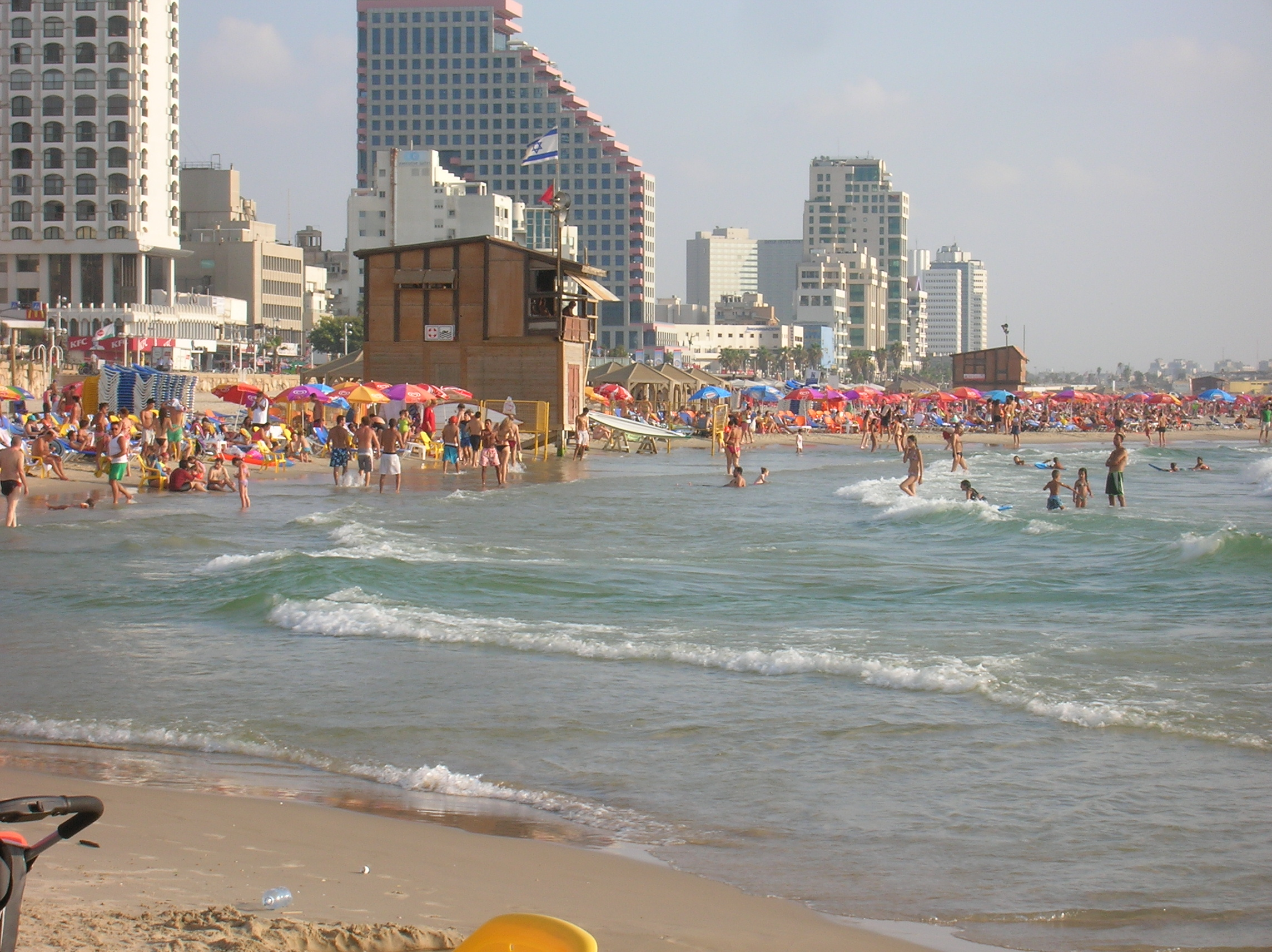
La Playa Dorada fue donde se desarrolló el desvío.

- Obstáculo: conducir un camión con contenedores en un circuito de obstáculos, al depositar todos los contenedores en un punto determinado el equipo recibiría siguiente pista.
- Desvío Buscar lo oculto o Hacer 13.

"Buscar lo oculto": usar un detector de metales para buscar una llave enterrada en la arena de la playa, la cual podía abrir un cofre el cual contenía la siguiente pista.
"Hacer 13": jugar ping pong en la playa y darle trece golpes a la pelota sin que toque la superficie.
Tareas Adicionales
- En el Teatro Hasimta: un miembro del equipo debía responder cinco preguntas relacionadas con su opinión de otros equipos, al responder todas las preguntas el participante debía colocar las fotos del equipo correspondiente en un tablero y luego ocultar las respuestas con una tabla, inmediatamente después el otro miembro del equipo debía responder las preguntas anteriores y dar la misma respuesta que su compañero, si las respuestas eran iguales a las del anterior miembro el equipo recibiría su siguiente pista.
- Ganadores de la etapa: Matt & Tom
- Eliminados: Kelly & Dave

### Etapa 9 (Israel)

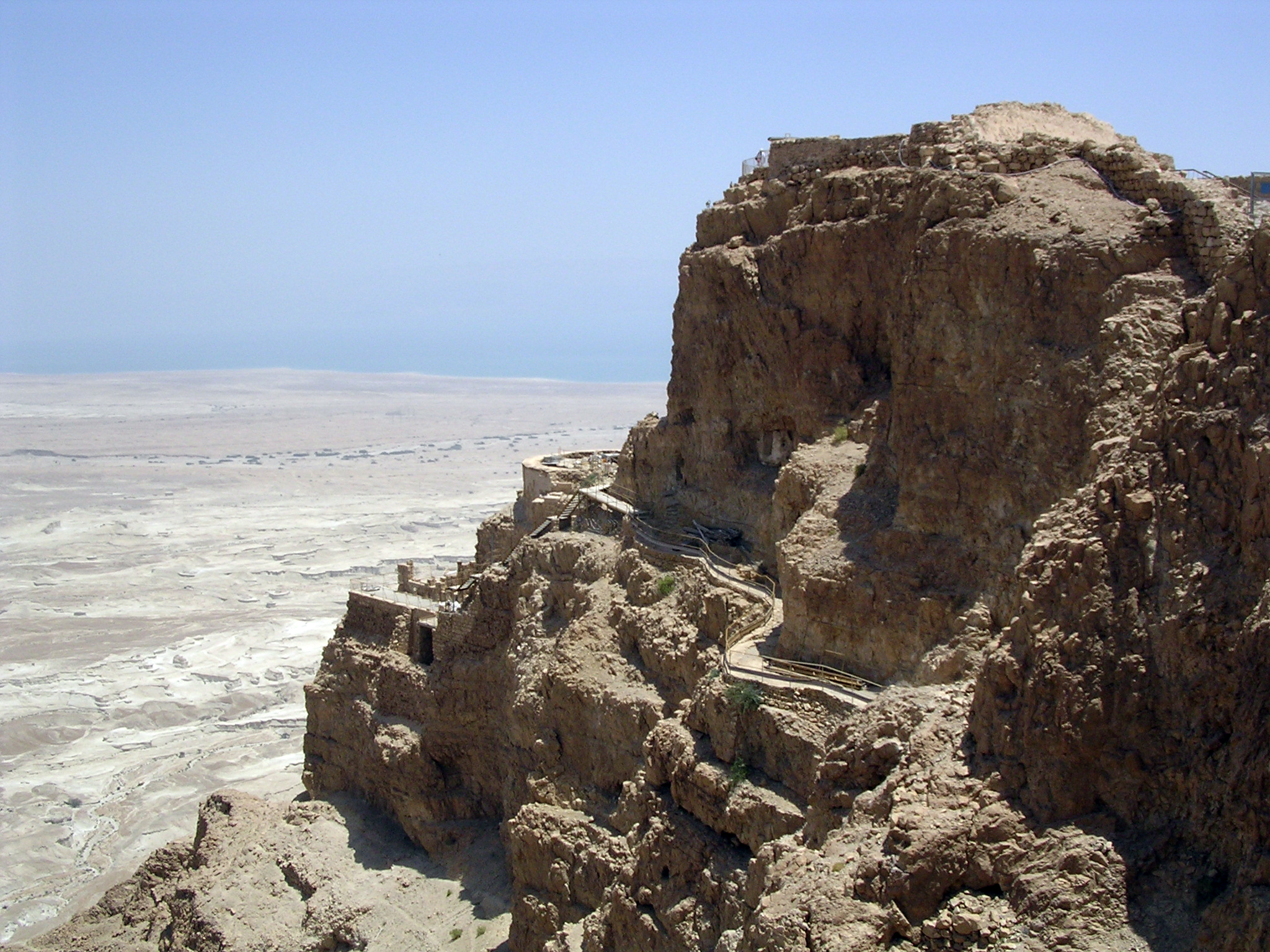
Masada y el mar muerto fueron visitados en esta etapa.

- Masada, Israel  (El Palacio de Invierno del rey Herodes)
- Kalya (Qumrán)
- Jerusalén (Edificio Central de Correos)
- Jerusalén (Puerta de la Basura)
- Jerusalén (Aish HaTorá Centro Mundial)

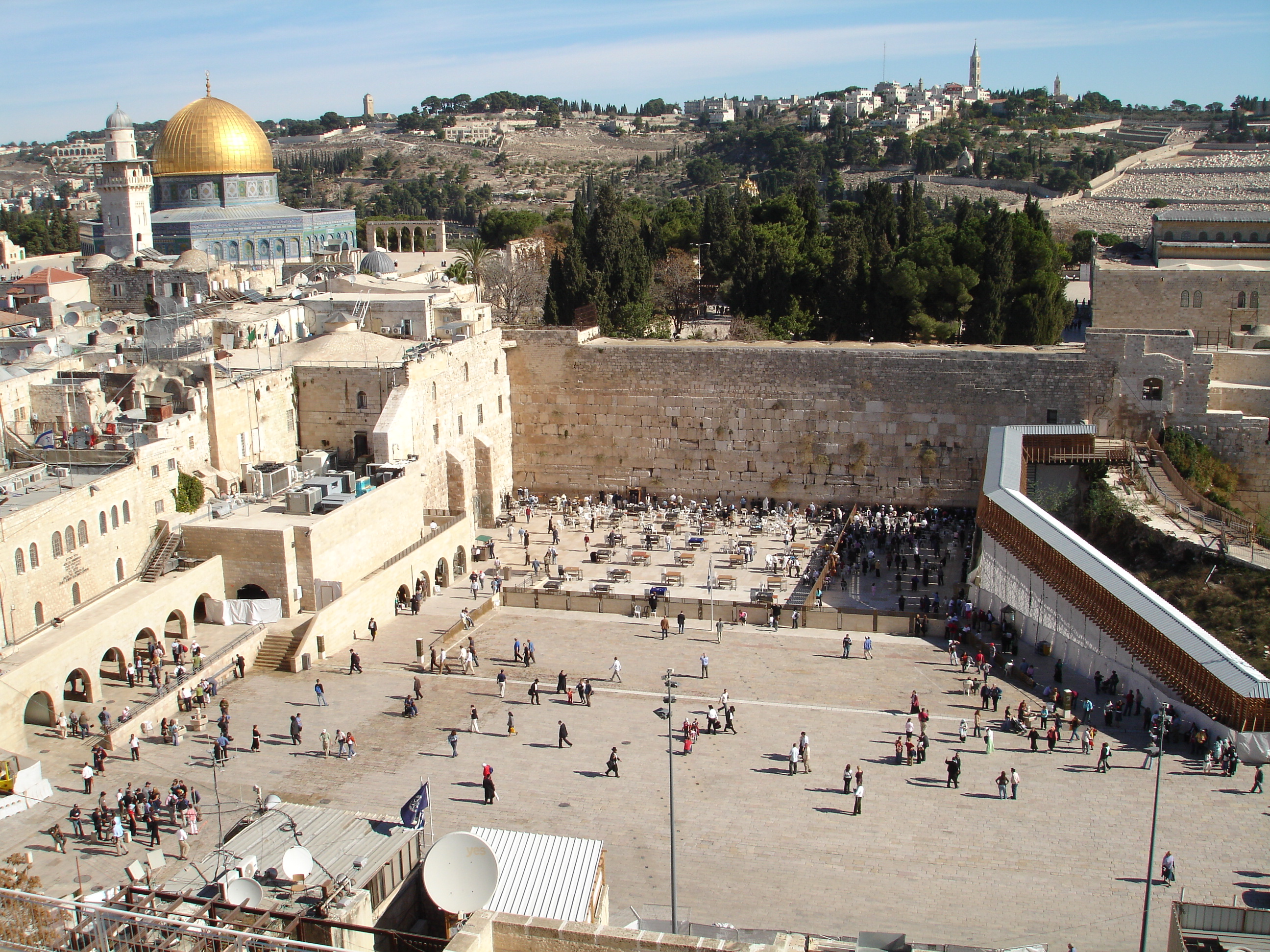
El muro de los lamentos es donde se desarrolló la opción Santo Grial del desvió.

- Obstáculo: descifrar un mensaje escrito en hebreo, escrito en un libro destinado a parecerse a los Rollos del Mar Muerto. El mensaje es el siguiente destino en Jerusalén.
- Desvío Camino del peregrino o Santo Grial.

"Camino del peregrino": ir a la ciudad vieja de Jerusalén, recoger una cruz de madera de 80 kg y llevarla a lo largo de la Vía Dolorosa, el camino de Jesús se dice que ha tomado a lo largo del sitio de su crucifixión. Los equipos tendrían que encontrar cada una de las estaciones de la cruz antes de entregar la cruz al final de la Vía Dolorosa.
"Santo Grial": viajaron al Muro de las Lamentaciones y se unirse a un sitio de excavación arqueológica. Los equipos tendrían que desenterrar una olla de barro y luego entregarlo a un hombre en la ciudad de David.
Tareas Adicionales
- En la salida de la etapa: buscar en la base de Masada, la parada anterior para encontrar el Palacio de Invierno del rey Herodes, donde se encontraba la siguiente pista.
- En el período de descanso, los corredores estaban obligados a grabar un mensaje a sus seres queridos en casa, cuando llegaron a la oficina de correos central en Jerusalén, tenían que enviar el mensaje en el correo antes de recibir la siguiente pista.
- Después del desvió: los equipos fueron instruidos para caminar por el "camino de ronda, cerca de la Puerta de la basura" para encontrar su siguiente pista.
- Ganadores de la etapa: Matt & Tom
- Último puesto: Sam & Renae (etapa no eliminatoria)

### Etapa 10 (Israel → Sri Lanka)

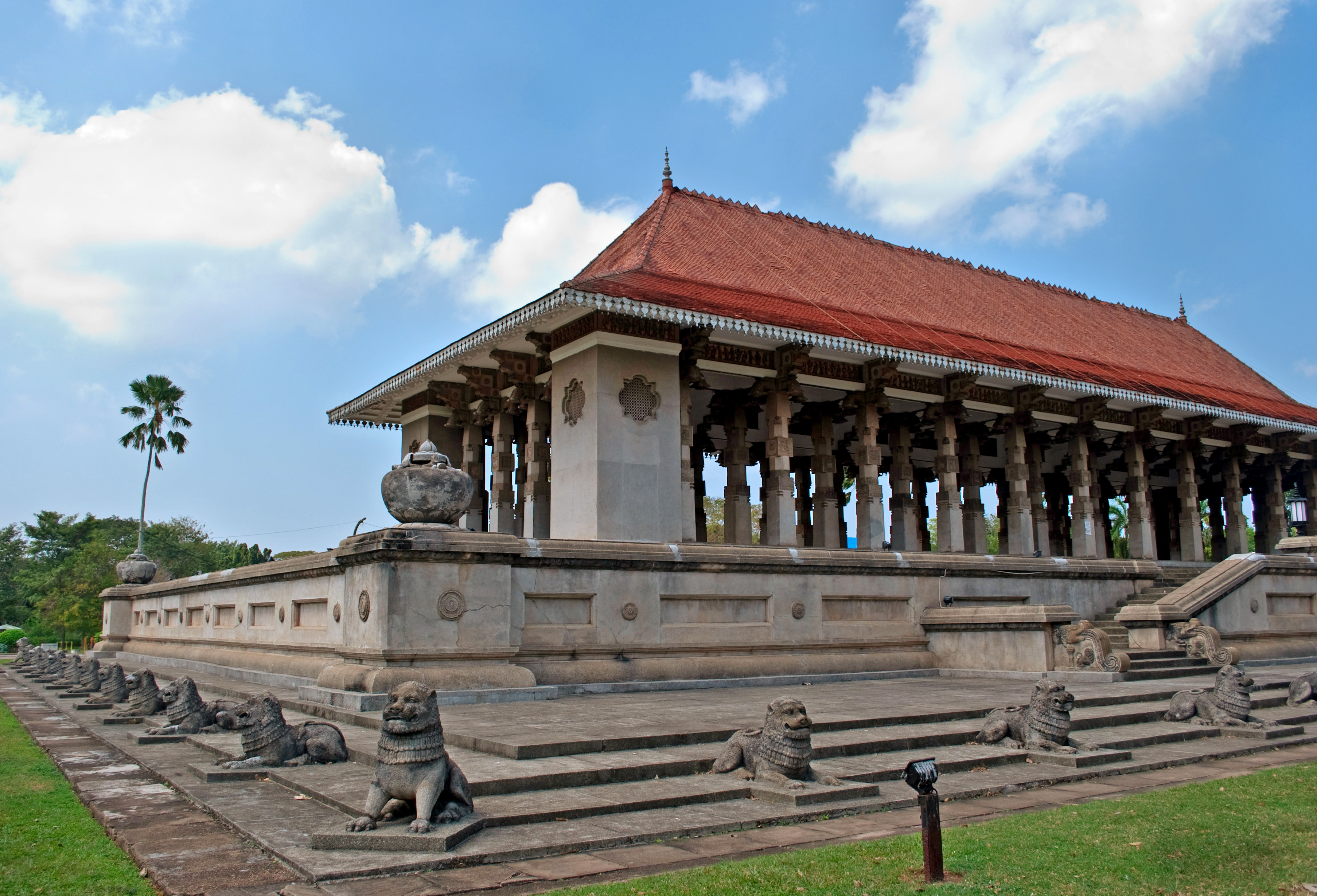
la Plaza de la Independencia fue la décima parada de The Amazing Race Australia.

- Tel Aviv, Israel  (Aeropuerto Internacional Ben Gurión) a Colombo, Sri Lanka  (Aeropuerto Internacional Bandaranaike)
- Colombo (Templo Gangaramaya)
- Colombo (Estación de trenes de Colombo) a Galle (Estación de trenes de Galle)
- Galle (Fuerte de Galle)
- Galle (Estación de autobuses de Galle) a Ambalangoda (Estación de autobuses de Ambalangoda)
- Ambalangoda (Tienda de Máscara)
- Colombo (Plaza de la Independencia)

- Desvío Contar o Continuar.

"Contar": ir a un mercado de pescados, buscar un cesto lleno de pescados y contarlos, al dar el número correcto el equipo recibiría la siguiente pista.
"Continuar": utilizar un carro de madera para llevar 15 bloques de hielo intacto a través de un concurrido mercado de un puesto específico para recibir la siguiente pista.
- Obstáculo: utilizar una máquina de coser profesional para coser adecuadamente una camisa antes de recibir su siguiente pista.

Tareas Adicionales
- en el Fuerte de Galle: encontrar un cofre cerrado, cuya clave era el año de la independencia de Sri Lanka (1948); dentro de ese cofre había otro cofre cerrado cuya clave era la fecha de nacimiento del primer ministro Stephen Don Senanayake (1884), el segundo cofre contenía la siguiente pista.
- En la tienda de la máscara en Ambalangoda: los equipos se les mostró una fotografía de una máscara especial, luego buscar en una calle cercana a una persona que lleva la máscara correspondiente a fin de recibir su siguiente pista.
- Ganadores de la etapa: Sam & Renae
- Eliminados: Matt & Tom

### Etapa 11 (Sri Lanka → Singapur → Australia)

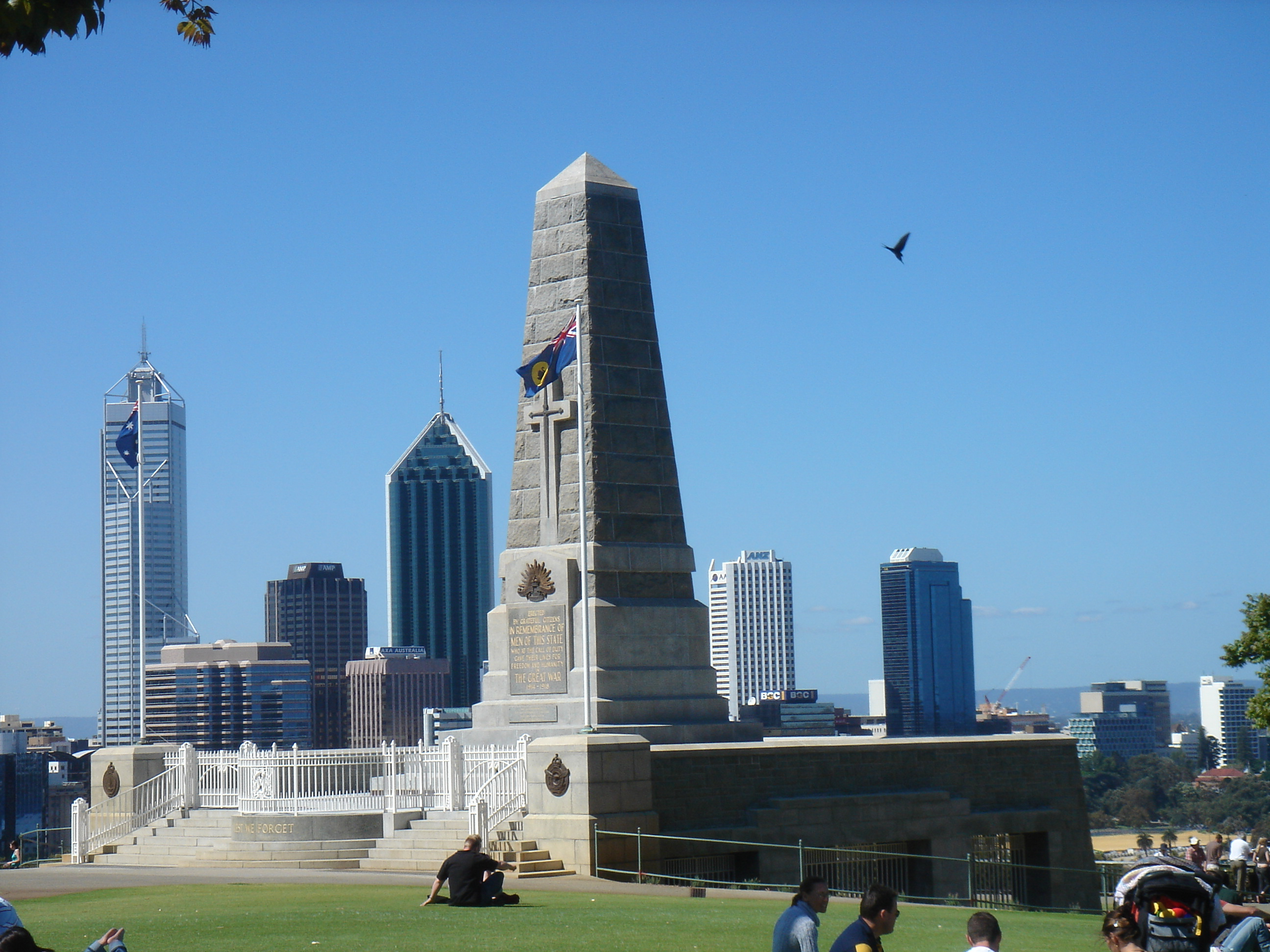
El Kings Park War Memorial fue el primer lugar visitado en Perth.

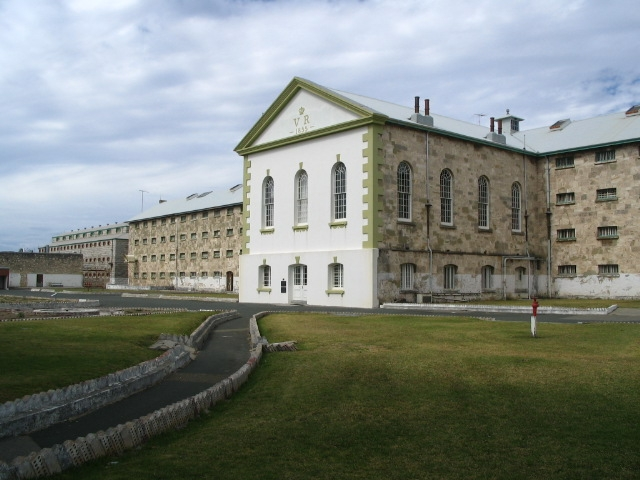
La Prisión de Fremantle fue visitados en esta etapa.

- Colombo, Sri Lanka  (Aeropuerto Internacional Bandaranaike) a Singapur, Singapur  (Aeropuerto Internacional de Singapur)
- Singapur (Templo Chino)
- Singapur (Marina Bay Sands)
- Singapur (Templo Taoísta Hong San See)
- Singapur (Jardín Chino - Estatua de Confucio)
- Singapur (Singapore Flyer)
- Singapur, Singapur  (Aeropuerto Internacional de Singapur) a Perth, Australia  (Aeropuerto de Perth)
- Perth (Kings Park War Memorial)
- Fremantle (Prisión de Fremantle)
- Perth (Cabo Perón)
- Perth (Isla Heirisson)

- Desvío Atreverse o Escaleras.

"Atreverse": ir de una torre a otra por medio de una cuerda floja.
"Escaleras": subir una torre de 56 pisos usando las escaleras para recibir un recuerdo y luego subir otra torre de 56 pisos para cambiar el recuerdo con la siguiente pista.
- Obstáculo: tomar las banderas de los 10 países visitados en la carrera y colocarlos en orden cronológico según fueron visitados.

Tareas Adicionales
- En el Templo Chino: romper Duriones para buscar un Durian rojo en su interior para recibir su siguiente pista.
- En el Templo Taoísta Hong San See: hacer una lectura de mano de 5 minutos.
- En el Singapore Flyer: recibir la siguiente pista en una de las cabinas del Singapore Flyer, pero solo 3 cabinas tenían la pista correcta si el equipo escogía una cabina vacía tendrían que esperar 20 minutos para volver a escoger.
- En el Prisión de Fremantle: buscar la siguiente pista en una de las más de 100 celdas de la prisión.
- Ganadores: Tyler & Nathan
- Segundo Lugar: Sam & Renae
- Tercer Lugar: Jeff & Lucas